# Calliandra callistemon
Calliandra callistemon là một loài thực vật có hoa trong họ Đậu. Loài này được (Schltdl.) Standl. miêu tả khoa học đầu tiên năm 1929.